# 蘇必利爾鎮區 (愛荷華州迪金森縣)
蘇必利爾鎮區（英語：Superior Township）是位於美國愛荷華州迪金森縣的一個行政鎮區。

## 地方資料
根據2010年美國人口普查的數據，蘇必利爾鎮區的面積為74.21平方千米，當中陸地面積為72.87平方千米，而水域面積為1.34平方千米。當地共有人口300人，而人口密度為每平方千米4.04人。